# Отбор на България за Купа Дейвис
Отборът на България за Купа Дейвис представлява страната в международния отборен турнир по тенис за мъже за Купа Дейвис.
През 2010 г. отборът се състезава във Втора Евро-Африканска Група (явяваща се трето ниво в структурата на Купа Дейвис), след като през април 2008 г. спечели турнира от Трета Евро-Африканска Група, проведен в Пловдив. През 2012 г. отбора отново се състезава в Трета Евро-Африканска Група.
В световното отборно първенство за жени Фед Къп, България е представлявана от Отбора за Фед Къп.

## История
Българското участие за Купа Дейвис започва през 1964 г. Първата среща на отбора е срещу отбора на Франция в град Дижон. Капитан на българския отбор е Милчо Михайлов и е включвал трима състезатели – Рангел Рангелов, Николай Чупаров и Кирил Яшмаков. Отбора се изправя срещу пълен френски отбор, включващ четирима тенисисти и капитан. В първия мач на България в историята на Купа Дейвис Николай Чупаров губи от Пиер Дармон. В следващите четири мача от срещата България отново претърпява загуби, без да спечели дори и сет.
Първата българска победа идва още при следващото участие – през 1967 г. В мач срещу отбора на Португалия, игран в София, България побеждава с 5 – 0, като първата победа в историята е постигната от Кирил Яшмаков в мача му с Алфредо Ваз-Пинто.
Българският отбор е участвал в 43 от състезанията, като от 1979 г. насам – във всички издания на надпреварата. Никога в историята отборът не е участвал на Световните финали за купата (Световна група). Честото непостоянство на отбора му носи участия както в първа, така и във втора и дори трета група на Евро-Африканската зона. Понастоящем той се състезава във Втора група.
Най-големият успех, постигнат от отбора, е участието му в полуфиналите на Първа група на Евро-Африканската зона – в изданията на турнира през 1983, 1986 и 1987 г.

## Резултати през годините
| Дата              | Съперник            | Резултат | Домакин                    | Група                                                  |
| ----------------- | ------------------- | -------- | -------------------------- | ------------------------------------------------------ |
| 7 април 2013      | Естония             | 3 – 0    | Пловдив, България          | Плейоф за оставане във Втора Евро-Африканска Група     |
| 3 февруари 2013   | Финландия           | 2 – 3    | София, България            | Втора Евро-Африканска Група – първи кръг               |
| 5 май 2012        | Северна Македония   | 3 – 0    | София, България            | Трета Евро-Африканска Група – първи кръг               |
| 4 май 2012        | Грузия              | 3 – 0    | София, България            | Трета Евро-Африканска Група – групова фаза             |
| 2 май 2012        | Албания             | 3 – 0    | София, България            | Трета Евро-Африканска Група – групова фаза             |
| 10 юли 2011       | Кипър               | 2 – 3    | София, България            | Плейоф за оставане във Втора Евро-Африканска Група     |
| 6 март 2011       | Беларус             | 1 – 4    | Минск, Беларус             | Втора Евро-Африканска Група – първи кръг               |
| 11 юли 2010       | Словения            | 0 – 5    | Оточец, Словения           | Втора Евро-Африканска Група – четвъртфинал             |
| 7 март 2010       | Монако              | 3 – 2    | София, България            | Втора Евро-Африканска Група – първи кръг               |
| 12 юли 2009       | Латвия              | 1 – 4    | Пловдив, България          | Втора Евро-Африканска Група – четвъртфинал             |
| 8 март 2009       | Унгария             | 3 – 2    | Дьор, Унгария              | Втора Евро-Африканска Група – първи кръг               |
| 12 април 2008     | Зимбабве            | 3 – 0    | Пловдив, България          | Трета Евро-Африканска Група – групова фаза             |
| 11 април 2008     | Турция              | 3 – 0    | Пловдив, България          | Трета Евро-Африканска Група – групова фаза             |
| 10 април 2008     | Мадагаскар          | 2 – 1    | Пловдив, България          | Трета Евро-Африканска Група – групова фаза             |
| 9 април 2008      | Кот д'Ивоар         | 3 – 0    | Пловдив, България          | Трета Евро-Африканска Група – групова фаза             |
| 8 април 2008      | Черна гора          | 3 – 0    | Пловдив, България          | Трета Евро-Африканска Група – групова фаза             |
| 22 юли 2007       | Кипър               | 1 – 4    | Никозия, Кипър             | Плейоф за оставане във Втора Евро-Африканска Група     |
| 8 април 2007      | Латвия              | 1 – 4    | Юрмала, Латвия             | Втора Евро-Африканска Група – първи кръг               |
| 23 юли 2006       | Унгария             | 2 – 3    | Пловдив, България          | Втора Евро-Африканска Група – четвъртфинал             |
| 9 април 2006      | Кипър               | 3 – 2    | Пловдив, България          | Втора Евро-Африканска Група – първи кръг               |
| 25 септември 2005 | Украйна             | 1 – 4    | Донецк, Украйна            | Втора Евро-Африканска Група – полуфинал                |
| 17 юли 2005       | Финландия           | 3 – 2    | Хелзинки, Финландия        | Втора Евро-Африканска Група – четвъртфинал             |
| 6 март 2005       | Грузия              | 4 – 1    | София, България            | Втора Евро-Африканска Група – първи кръг               |
| 18 юли 2004       | Италия              | 0 – 5    | Терамо, Италия             | Втора Евро-Африканска Група – четвъртфинал             |
| 11 април 2004     | Египет              | 5 – 0    | София, България            | Втора Евро-Африканска Група – първи кръг               |
| 14 юли 2003       | Югославия           | 1 – 4    | Белград, Югославия         | Втора Евро-Африканска Група – четвъртфинал             |
| 6 април 2003      | Украйна             | 3 – 2    | София, България            | Втора Евро-Африканска Група – първи кръг               |
| 14 юли 2002       | Кот д'Ивоар         | 2 – 3    | Абиджан, Кот д'Ивоар       | Втора Евро-Африканска Група – четвъртфинал             |
| 5 май 2002        | Украйна             | 3 – 2    | Одеса, Украйна             | Втора Евро-Африканска Група – първи кръг               |
| 27 май 2001       | Египет              | 2 – 1    | Роуз Хил, Мавриций         | Трета Евро-Африканска Група – финал                    |
| 26 май 2001       | Босна и Херцеговина | 3 – 0    | Роуз Хил, Мавриций         | Трета Евро-Африканска Група – първи кръг               |
| 25 май 2001       | Северна Македония   | 3 – 0    | Роуз Хил, Мавриций         | Трета Евро-Африканска Група – групова фаза             |
| 24 май 2001       | Того                | 3 – 0    | Роуз Хил, Мавриций         | Трета Евро-Африканска Група – групова фаза             |
| 23 май 2001       | Намибия             | 3 – 0    | Роуз Хил, Мавриций         | Трета Евро-Африканска Група – групова фаза             |
| 23 юли 2000       | Израел              | 2 – 3    | София, България            | Плейоф за оставане във Втора Евро-Африканска Група     |
| 30 април 2000     | Гърция              | 2 – 3    | София, България            | Втора Евро-Африканска Група – първи кръг               |
| 18 юли 1999       | Унгария             | 1 – 4    | Будапеща, Унгария          | Втора Евро-Африканска Група – четвъртфинал             |
| 2 май 1999        | Того                | 5 – 0    | Пловдив, България          | Втора Евро-Африканска Група – първи кръг               |
| 19 юли 1998       | Люксембург          | 5 – 0    | София, България            | Плейоф за оставане във Втора Евро-Африканска Група     |
| 3 май 1998        | Мароко              | 2 – 3    | Мекнес, Мароко             | Втора Евро-Африканска Група – първи кръг               |
| 25 май 1997       | Монако              | 3 – 0    | Пловдив, България          | Трета Евро-Африканска Група – финал                    |
| 24 май 1997       | Молдова             | 3 – 0    | Пловдив, България          | Трета Евро-Африканска Група – първи кръг               |
| 23 май 1997       | Кения               | 3 – 0    | Пловдив, България          | Трета Евро-Африканска Група – групова фаза             |
| 22 май 1997       | Естония             | 3 – 0    | Пловдив, България          | Трета Евро-Африканска Група – групова фаза             |
| 21 май 1997       | Малта               | 3 – 0    | Пловдив, България          | Трета Евро-Африканска Група – групова фаза             |
| 14 януари 1996    | Того                | 3 – 0    | Найроби, Кения             | Трета Евро-Африканска Група – групова фаза             |
| 13 януари 1996    | Република Конго     | 3 – 0    | Найроби, Кения             | Трета Евро-Африканска Група – групова фаза             |
| 12 януари 1996    | Гърция              | 0 – 3    | Найроби, Кения             | Трета Евро-Африканска Група – групова фаза             |
| 10 януари 1996    | Кения               | 3 – 0    | Найроби, Кения             | Трета Евро-Африканска Група – групова фаза             |
| 9 януари 1996     | Ботсвана            | 3 – 0    | Найроби, Кения             | Трета Евро-Африканска Група – групова фаза             |
| 8 януари 1996     | Монако              | 3 – 0    | Найроби, Кения             | Трета Евро-Африканска Група – групова фаза             |
| 14 май 1995       | Грузия              | 2 – 0    | Сан Марино                 | Трета Евро-Африканска Група – групова фаза             |
| 13 май 1995       | Северна Македония   | 1 – 2    | Сан Марино                 | Трета Евро-Африканска Група – групова фаза             |
| 12 май 1995       | Тунис               | 3 – 0    | Сан Марино                 | Трета Евро-Африканска Група – групова фаза             |
| 11 май 1995       | Камерун             | 3 – 0    | Сан Марино                 | Трета Евро-Африканска Група – групова фаза             |
| 18 юли 1994       | Египет              | 2 – 3    | Кайро, Египет              | Плейоф за оставане във Втора Евро-Африканска Група     |
| 1 май 1994        | Полша               | 1 – 4    | Сопот, Полша               | Втора Евро-Африканска Група – първи кръг               |
| 18 юли 1993       | ЮАР                 | 1 – 4    | София, България            | Втора Евро-Африканска Група – четвъртфинал             |
| 2 май 1993        | Полша               | 3 – 2    | София, България            | Втора Евро-Африканска Група – първи кръг               |
| 19 юли 1992       | Гърция              | 1 – 4    | Атина, Гърция              | Втора Евро-Африканска Група – четвъртфинал             |
| 3 май 1992        | Малта               | 5 – 0    | София, България            | Втора Евро-Африканска Група – първи кръг               |
| 5 май 1991        | Норвегия            | 0 – 5    | Осло, Норвегия             | Втора Европейска Група – първи кръг                    |
| 17 юни 1990       | Полша               | 1 – 4    | Варшава, Полша             | Втора Европейска Група – полуфинал                     |
| 6 май 1990        | Гърция              | 5 – 0    | София, България            | Втора Европейска Група – четвъртфинал                  |
| 1 април 1990      | Кипър               | 5 – 0    | Никозия, Кипър             | Втора Европейска Група – първи кръг                    |
| 14 май 1989       | Монако              | 1 – 3    | Монте Карло, Монако        | Втора Европейска Група – четвъртфинал                  |
| 12 юни 1988       | Румъния             | 0 – 5    | София, България            | Плейоф за оставане в Първа Европейска Група            |
| 8 май 1988        | Сенегал             | 1 – 4    | Дакар, Сенегал             | Първа Европейска Група – първи кръг                    |
| 26 юли 1987       | Швейцария           | 0 – 5    | Хасково, България          | Европейска зона – полуфинал                            |
| 14 юни 1987       | Сенегал             | 5 – 0    | Хасково, България          | Европейска зона – четвъртфинал                         |
| 20 юли 1986       | Франция             | 0 – 5    | Молие, Франция             | Европейска зона – полуфинал                            |
| 15 юни 1986       | Египет              | 4 – 1    | Хасково, България          | Европейска зона – четвъртфинал                         |
| 11 май 1986       | Кипър               | 5 – 0    | Хасково, България          | Европейска зона – първи кръг                           |
| 2 май 1985        | Белгия              | 1 – 3    | Брюксел, Белгия            | Европейска зона – първи кръг                           |
| 17 юни 1984       | Белгия              | 2 – 3    | Пловдив, България          | Европейска зона – четвъртфинал                         |
| 10 юли 1983       | Югославия           | 0 – 5    | София, България            | Европейска зона – полуфинал                            |
| 12 юни 1983       | Финландия           | 3 – 2    | София, България            | Европейска зона – четвъртфинал                         |
| 6 май 1983        | Алжир               | 3 – 2    | Алжир, Алжир               | Европейска зона – първи кръг                           |
| 9 май 1982        | Дания               | 1 – 4    | София, България            | Европейска зона – първи кръг                           |
| 14 юни 1981       | Финландия           | 3 – 2    | Хелзинки, Финландия        | Европейска зона – четвъртфинал                         |
| 10 май 1981       | Люксембург          | 5 – 0    | Мондорф ле Бен, Люксембург | Европейска зона – първи кръг                           |
| 10 февруари 1980  | Унгария             | 1 – 3    | София, България            | Европейска зона – предварителни кръгове – четвъртфинал |
| 16 септември 1979 | Ирландия            | 3 – 2    | Дъблин, Ирландия           | Европейска зона – предварителни кръгове – първи кръг   |
| 19 септември 1976 | Белгия              | 2 – 3    | Брюксел, Белгия            | Европейска зона – предварителни кръгове – първи кръг   |
| 28 септември 1975 | Австрия             | 1 – 4    | София, България            | Европейска зона – предварителни кръгове – първи кръг   |
| 4 май 1975        | Югославия           | 1 – 4    | Загреб, Югославия          | Европейска зона – предварителни кръгове – четвъртфинал |
| 29 септември 1974 | Турция              | 5 – 0    | София, България            | Европейска зона – предварителни кръгове – първи кръг   |
| 21 април 1974     | Египет              | 1 – 3    | Кайро, Египет              | Европейска зона – предварителни кръгове – първи кръг   |
| 20 май 1973       | Италия              | 0 – 5    | Реджо нел'Емилия, Италия   | Европейска зона – четвъртфинал                         |
| 6 май 1973        | Белгия              | 3 – 2    | София, България            | Европейска зона – първи кръг                           |
| 22 април 1973     | Иран                | 5 – 0    | София, България            | Европейска зона – предварителни кръгове – финал        |
| 7 май 1972        | Испания             | 0 – 5    | София, България            | Европейска зона – първи кръг                           |
| 2 май 1971        | Италия              | 0 – 5    | Перуджа, Италия            | Европейска зона – първи кръг                           |
| 24 май 1970       | Испания             | 0 – 5    | Барселона, Испания         | Европейска зона – четвъртфинал                         |
| 10 май 1970       | Турция              | 5 – 0    | Истанбул, Турция           | Европейска зона – първи кръг                           |
| 11 май 1969       | Монако              | 2 – 3    | Монте Карло, Монако        | Европейска зона – първи кръг                           |
| 19 май 1968       | ФР Германия         | 0 – 5    | София, България            | Европейска зона – четвъртфинал                         |
| 5 май 1968        | Турция              | 5 – 0    | София, България            | Европейска зона – първи кръг                           |
| 23 май 1967       | Великобритания      | 0 – 5    | София, България            | Европейска зона – четвъртфинал                         |
| 7 май 1967        | Португалия          | 5 – 0    | София, България            | Европейска зона – първи кръг                           |
| 3 май 1964        | Франция             | 5 – 0    | Дижон, Франция             | Европейска зона – първи кръг                           |

## Статистика
- България е с положителен баланс за Купа Дейвис. От 99 срещи има 53 победи и 46 загуби.
- Най-успешният български тенисист за Купа Дейвис е Тодор Енев. Той има в актива си 14 години участия (33 срещи и 48 мача в тях), в които е записал 28 победи и 20 загуби.
- Най-младият тенисист, участвал за българския отбор, е Милен Велев, изиграл първия си мач на 16 години и 280 дни през 1988 г.
- Най-възрастният тенисист, участвал за българския отбор, е Любен Генов, изиграл последния си мач на 34 години и 12 дни през 1979 г.
- Най-продължителната си серия от победни срещи България постига в периода 13 януари 1996 – 3 май 1998, когато отборът записва седем поредни победи.[3]

## Тенисисти, играли за България
| Име               | Спечелени мачове | Загубени мачове | Брой срещи | Първо участие | Брой години |
| ----------------- | ---------------- | --------------- | ---------- | ------------- | ----------- |
| Георги Арабов     | 3                | 0               | 3          | 1995          | 1           |
| Теодор Бачев      | 0                | 2               | 2          | 1984          | 2           |
| Иво Братанов      | 18               | 2               | 17         | 1996          | 6           |
| Милен Велев       | 20               | 14              | 20         | 1988          | 9           |
| Стоян Велев       | 5                | 6               | 5          | 1967          | 3           |
| Любен Генов       | 13               | 14              | 15         | 1968          | 11          |
| Тихомир Грозданов | 5                | 2               | 6          | 2008          | 2           |
| Григор Димитров   | 14               | 3               | 11         | 2008          | 4           |
| Валентин Димов    | 0                | 3               | 3          | 2009          | 3           |
| Тодор Енев        | 28               | 20              | 33         | 1999          | 14          |
| Симеон Иванов     | 5                | 0               | 4          | 2008          | 1           |
| Виктор Иванчев    | 2                | 1               | 3          | 2001          | 1           |
| Иван Кескинов     | 15               | 8               | 14         | 1989          | 6           |
| Димитър Кузманов  | 4                | 2               | 5          | 2011          | 2           |
| Димитър Кутровски | 2                | 3               | 2          | 2011          | 1           |
| Илия Кушев        | 6                | 9               | 10         | 2003          | 5           |
| Йордан Кънев      | 3                | 7               | 8          | 2004          | 4           |
| Михаил Кънев      | 1                | 0               | 1          | 1995          | 1           |
| Красимир Лазаров  | 15               | 24              | 17         | 1983          | 10          |
| Мариан Лазаров    | 4                | 3               | 6          | 1983          | 3           |
| Радослав Лукаев   | 7                | 5               | 5          | 2000          | 3           |
| Марк Марков       | 12               | 7               | 13         | 1992          | 4           |
| Цветан Михов      | 1                | 2               | 2          | 2010          | 2           |
| Божидар Пампулов  | 13               | 22              | 17         | 1967          | 13          |
| Матей Пампулов    | 7                | 13              | 15         | 1969          | 11          |
| Милко Петков      | 2                | 5               | 4          | 1992          | 3           |
| Любомир Петров    | 4                | 9               | 7          | 1975          | 6           |
| Радослав Радев    | 13               | 3               | 11         | 1994          | 3           |
| Руслан Райнов     | 5                | 3               | 6          | 1986          | 4           |
| Рангел Рангелов   | 3                | 5               | 3          | 1964          | 2           |
| Юлиан Стаматов    | 15               | 16              | 14         | 1980          | 9           |
| Орлин Станойчев   | 10               | 9               | 11         | 1991          | 6           |
| Ивайло Трайков    | 16               | 14              | 20         | 1997          | 11          |
| Петър Трендафилов | 3                | 0               | 3          | 2012          | 1           |
| Стефан Цветков    | 1                | 2               | 3          | 1990          | 2           |
| Николай Чупаров   | 0                | 3               | 1          | 1964          | 1           |
| Милен Янакиев     | 1                | 0               | 1          | 1986          | 1           |
| Кирил Яшмаков     | 7                | 8               | 7          | 1967          | 4           |

## Състав
2006 и 2007 година:
- Ивайло Трайков
- Илия Кушев
- Тодор Енев
- Йордан Кънев
- Капитан: Ивайло Трайков

2008 година
- Тодор Енев
- Симеон Иванов
- Тихомир Грозданов
- Григор Димитров
- Капитан: Огнян Илиев

2009 година
- Григор Димитров – 1 среща
- Тодор Енев – 2 срещи
- Тихомир Грозданов – 2 срещи
- Симеон Иванов
- Ивайло Трайков – 1 среща
- Валентин Димов – 1 среща
- Капитан: Огнян Илиев и Димитър Димитров

2010 година
- Григор Димитров – 2 срещи
- Тодор Енев – 2 срещи
- Валентин Димов – 2 срещи
- Цветан Михов – 1 среща
- Ивайло Трайков – 1 среща
- Капитан: Огнян Илиев

2011 година
- Димитър Кутровски – 2 срещи
- Тодор Енев – 2 срещи
- Валентин Димов – 1 среща
- Димитър Кузманов – 2 срещи
- Цветан Михов – 1 среща
- Капитан: Огнян Илиев

2012 година
- Григор Димитров
- Димитър Кузманов
- Тодор Енев
- Петър Трендафилов
- Капитан: Огнян Илиев